# Rathausplatz (St. Pölten)

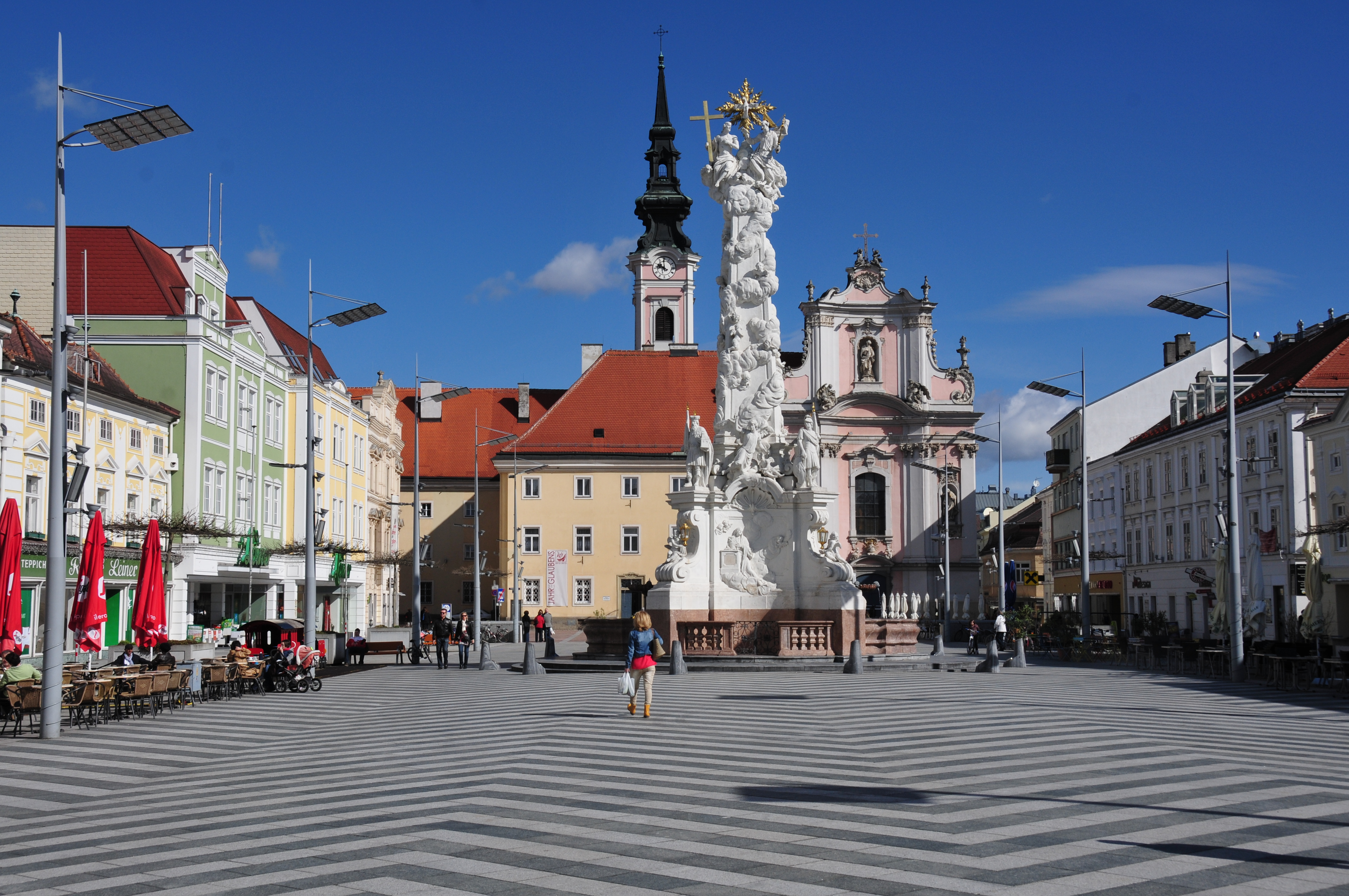
Der nördliche Rathausplatz

Der Rathausplatz ist der größte Platz der Stadt St. Pölten. Er ist, mit Unterbrechungen, seit 1876 nach dem auf der Südseite stehenden Rathaus benannt.

## Lage und Charakteristik
Der Rathausplatz befindet sich im Westen der St. Pöltner Altstadt, er ist mit 6600 m² der größte Platz der Stadt und wurde um 1200 in seiner heutigen Form angelegt. Erste Erwähnung findet der Platz 1293 als latum forum, spätestens ab 1349 wurde er Breiter Markt genannt. 1876 wurde er in Rathaus-Platz umbenannt, zwischen 1938 und 1946 hieß er Adolf-Hitler-Platz. In der Nachkriegszeit wurde er nach dem sowjetischen Marschall Iwan Stepanowitsch Konew, dem Oberbefehlshaber der in Österreichs sowjetischer Besatzungszone stationierten Streitkräfte, Marschallplatz benannt. 1955 erhielt er wieder seinen alten Namen. Zwischen 1988 und 1989 wurde unter ihm eine Tiefgarage errichtet und dabei der Platz neu gestaltet, er ist heute Teil der Fußgängerzone.

### Vornutzung und Entstehung

#### Antike
Bei den Bauarbeiten der Tiefgarage wurden umfangreiche archäologische Grabungen vorgenommen. Dabei wurde eine dichte, mehrphasige Bebauung des heutigen Platzes von zweiten bis zum fünften nachchristlichen Jahrhundert festgestellt.
Die ältesten gefundenen Gebäudereste waren einfache Holzbauten. Diese wurden im Jahr 170 von den Markomannen niedergebrannt. Danach entstanden an den gleichen Stellen solide Steinbauten, die allerdings um 230 wieder zerstört wurden. Von dieser Zerstörung erholte sich Aelium Cetium, so der römische Name der Siedlung, lange nicht, das Gebiet verödete. Erst um 320 errichteten die Bewohner neue Wohngebäude, die mehrere beheizbare Räume hatten. Ende des vierten Jahrhunderts kam es erneut zu einer Verwüstung. Auf den Ruinen wurden bescheidene Holzhütten aufgestellt, die Einwohner verließen das Gebiet allerdings schon im beginnenden fünften Jahrhundert.

#### Mittelalter und Frühe Neuzeit
In den folgenden Jahrhunderten war das heutige Stadtgebiet wahrscheinlich unbewohnt, erst im späten 7. Jahrhundert lassen sich wieder Besiedlungen nachweisen. Gegen 791 wurde von der Abtei Tegernsee aus das Stift St. Pölten gegründet. Der heutige Rathausplatz war bis ins frühe 12. Jahrhundert dem Stift zugehörig und wurde landwirtschaftlich genutzt. Erst mit den ersten Bürgerhäusern wurde der Platz, der ursprünglich etwa zwei römischen Wohnblöcken entsprach, als Marktplatz angelegt. Jeweils an den Mittelpunkten der Seiten mündeten Gassen in den Platz, von denen heute nur mehr die Prandtauergasse und die Marktgasse erhalten geblieben sind. Relativ bald darauf wurde die Westhälfte zur Verbauung freigegeben, 1757 wurde die Platzfläche durch den Bau des Klosters an der Nordseite zusätzlich verringert. Im Mittelalter lag das Platzniveau etwa einen Meter niedriger als heute, zudem fiel der Platz stark nach Norden hin ab.
Bis ins 19. Jahrhundert befanden sich auf dem Breiten Markt verschiedene Gebäude. Das erste schriftlich Erwähnte war eine hölzerne Markthalle. Die sogenannte Schranne wurde 1349 im Auftrag von Gottfried von Weißeneck, damals Bischof von Passau, errichtet. Der Probst des St. Pöltner Klosters, der das Marktrecht für sich beanspruchte, ließ sie jedoch 1356 wieder abreißen. An der Stelle des Holzbaus wurde später eine gemauerte Markthalle errichtet, von der mit dem 29. Jänner 1568 nur das Abtragedatum bekannt ist. Die etwa 31 mal 13,5 Meter große Halle hatte ein Meter dicke Außenmauern, die wahrscheinliche ein Obergeschoß trugen. Dort fanden verschiedene Versammlungen statt. Nachdem 1503 das heutige Rathaus angekauft worden war und der Markt nicht mehr in der Halle stattfand, verfiel das Gebäude, bis es 1568 abgerissen wurde. Die verbleibenden Grundmauern verschwanden in der Aufschüttung auf das heutige Platzniveau. Im Zug dieser Arbeiten wurde 1569 an der Nordwestecke der abgerissenen Markthalle ein Pranger errichtet. Südlich der Markthalle befand sich zu dieser Zeit schon ein Brunnen, der bis mindestens 1708 in Betrieb war. In diesem Jahr wurde Jakob Prandtauer beauftragt, einen neuen Brunnen zu errichten, der sich südwestlich der heutigen Dreifaltigkeitssäule befand. Diese ab 1768 errichtete Säule übernahm mit ihren Becken die Brunnenfunktion am Breiten Markt.

#### Moderne
Ab dem 19. Jahrhundert wurde der Platz wieder zu Marktzwecken genutzt, in dieser Zeit jedoch hauptsächlich die Nordhälfte des Platzes.
Bis zum Anfang des 20. Jahrhunderts war der Rathausplatz im Wesentlichen unreguliert, einzig den Platzrand säumte ein mehrere Meter breites Kopfsteinpflaster. 1904 wurde der Platz umgestaltet, das Kopfsteinpflaster wich einer Asphaltdecke. Im Zweiten Weltkrieg befand sich auf der Nordhälfte ein großer Löschwasserteich, der nach Kriegsende in eine Gartenanlage umfunktioniert wurde. In den folgenden Jahren wurde der Rathausplatz hauptsächlich als Parkplatz verwendet, der erst mit den Grabungen 1988 verschwand. Nach Abschluss der archäologischen Untersuchungen 1989 sollte eine mehrgeschoßige Tiefgarage entstehen, die jedoch nicht verwirklicht wurde. Erst 1995/1996 wurde eine eingeschoßige Tiefgarage errichtet, im Zug der Arbeiten wurde auch der Platz neu gestaltet und ist seither autofrei.

## Bemerkenswerte Gebäude
| Objekt                               | Nummer / Lage    | Erklärung | Bild                       |
| ------------------------------------ | ---------------- | --- | -------------------------- |
| Rathaus                              | Nummer 1 Lage    | Das Rathaus beherbergt die Amtsräume des Bürgermeisters, des Stadtsenats sowie des Gemeinderates, zudem sind Teile des Magistrats im Gebäude untergebracht. Die erste Erwähnung als Rathaus findet sich 1503, als die Osthälfte des heutigen Baus erworben wurde. Die westliche Hälfte wurde 1567 erworben, der achteckige Rathausturm wurde 1591 fertiggestellt. Das heutige barocke Aussehen erhielt das Rathaus in der ersten Hälfte des 18. Jahrhunderts durch Joseph Munggenast. | Rathaus                    |
|                                      | Nummer 2 Lage    | Das Gebäude wurde 1923 nach Plänen von Rudolf Frass anstelle der 1900 abgerissenen Hauptwachkaserne als Wohn- und Geschäftshaus errichtet. Es ist zum Rathausplatz hin nur fünfachsig, der weitaus größte Teil des Hauses befindet sich in der Hessstraße und am Roßmarkt. |                            |
| Dorotheum                            | Nummer 3–4 Lage  | Das Gebäude wurde 1924 nach Plänen von Rudolf Frass anstelle zweier spätbarocker Bauten als Zweigstelle des Dorotheums errichtet. Der Bau wurde zusammen mit dem Rathausplatz 2 errichtet. |                            |
| Palais Montecuccoli                  | Nummer 5 Lage    | Der Vorgängerbau wurde 1367 erstmals erwähnt und 1719 von Maria Antonia Montecuccoli, der Witwe von Leopold Philipp Montecuccoli, erworben. Unter ihr wurde das heutige Gebäude errichtet. Das sechsachsige Gebäude hat zum Platz hin eine repräsentative Barockfassade. Es wurde wahrscheinlich von Joseph Munggenast geplant, der Bau jedoch von seinem Sohn Franz ausgeführt. |                            |
| ehemalige Hauptschule                | Nummer 6 Lage    | Der Kern des heutigen Gebäudes entstand gegen 1250, seine platzseitige Fassade lag damals etwa 10 Meter westlich der heutigen. Gegen 1600 wurde ein zweigeschoßiger Vorbau errichtet, 1695 der Haupttrakt erneuert. 1697 war die möglicherweise auf Jakob Prandtauer zurückgehende Fassade schon dreistöckig, das heutige Aussehen erhielt das Gebäude allerdings erst 1750 durch Josef Wissgrill. 1776 erwarb Kaiserin Maria Theresia das Gebäude und verlegte die Deutsche Hauptschule von Krems hierher. Bis 1875 wurde das Haus als Schule verwendet, seither dient es Wohnzwecken. Seit 1958 ist im Erdgeschoß die städtische Bestattung untergebracht. |                            |
| Stammhaus der Firma Leiner           | Nummer 7–10 Lage | Das Haus geht im Kern auf einen Umbau eines bestehenden Gebäudes im frühen 17. Jahrhundert zurück, das in der ersten Hälfte des 18. Jahrhunderts barockisiert wurde. Seit spätestens 1838 befand sich ein Bettfedernhändler im Gebäude. 1910 erwarb Rudolf Leiner Senior das Gebäude, es ist somit das Stammhaus der Leiner-Kette. Die letzten Jahre seines Lebens diente es Rudolf Leiner als Wohngebäude. An der Stelle der Gebäude 8–10 stand ein von Joseph Munggenast errichtetes Stadtpalais, das bereits 1850 einem neugotischen Bau weichen musste. Nach dem Zweiten Weltkrieg erwarb die Rudolf Leiner GmbH die Gebäude und baute sie zu einem Kaufhaus um. Nach einem Brand 1991 wurde das Gebäude neu gestaltet und optisch in zwei Bauten getrennt. | Stammhaus der Firma Leiner |
| Landestheater Niederösterreich       | Nummer 11 Lage   | An der Stelle des heutigen Theaters befanden sich zwei Gebäude, die beim Stadtbrand 1657 vernichtet wurden. Die Stadt St. Pölten übernahm die Ruinen und errichtete dort das sogenannte militärische Stockhaus (Gefängnis). 1820 erwarb die Gesellschaft des Theaterbaus in St. Pölten das Haus und ließ es zum Theater umbauen. Nach finanziellen Schwierigkeiten stand das Gebäude zwischen 1837 und 1849 leer, bis die Stadt das Theater zurückerwarb und den Schauspielbetrieb weiterführte. Nach dem Ringtheaterbrand 1881 wurde das Theater gesperrt, die Bühnenbilder und der Vorhang wurden zwischengelagert. In den folgenden Jahren war das Theater vorwiegend als Ballsaal in Verwendung, 1886 wurde nach grundlegender Neueinrichtung provisorisch der Theaterbetrieb wieder aufgenommen. 1892 erfolgte ein umfassender Umbau, der Zuschauerraum bekam feste Sitzreihen. Nach zeitweiligen Schließungen in den 1920er und 1930er Jahren ließ das Deutsche Reich 1939 das Theater komplett sanieren. 1968 erfolgte der letzte große Umbau, unter Paul Pfaffenbichler wurde das Gebäude aufgestockt und hinter dem Theater ein dreigeschoßiges Magazin errichtet. 1996 wurde das Theater renoviert, seit 2004 ist das ehemalige Stadttheater St. Pölten in Landesbesitz und heißt seither Landestheater Niederösterreich |                            |
| Franziskanerkirche- und Kloster      | Nummer 12 Lage   | Der die gesamte Nordseite des Rathausplatzes einnehmende spätbarocke Bau wird von der Rokokofassade dominiert. 1707 ließ sich der Karmeliterorden auf Wunsch der Stifterin Maria Antonia Montecuccoli in St. Pölten nieder, an der Nordseite des Platzes sollte das Männerkonvent seinen Platz finden. Obwohl Bauplan und finanzielle Mittel zur Verfügung standen, wurde mit dem Bau erst 1757 begonnen, es hatte die Baubewilligung Kaiserin Maria Theresias gefehlt. Die Kirche wurde daraufhin bis 1768 nach Plänen von Johann Pauli errichtet, der Klosterbau wurde 1773 vollendet. Schon 10 Jahre später wurde von Kaiser Joseph II. das Kloster aufgehoben. Aufgrund der günstigen Lage wurde die Kirche 1785 Pfarrkirche, die Seelsorge übernahm der von den Auflösungen nicht betroffene Franziskanerorden. |                            |
|                                      | Nummer 13 Lage   | Das Gebäude wird 1367 erstmals erwähnt, der Kern ist auf einen Umbau in der Mitte des 16. Jahrhunderts zurückzuführen. Das heute teilweise durch das Cinema Paradiso genutzte Haus wurde 1757 barockisiert, 1876 wurde die Fassade historistisch gestaltet. 1927 erhielt es sein heutiges Aussehen durch Aufstockung eines dritten Geschoßes. |                            |
|                                      | Nummer 15 Lage   | Das heutige Gebäude bestand ursprünglich aus zwei Bauten, die 1721 unter einem Besitz vereinigt waren. Ab 1724 wurde das Gebäude zum Platz hin barockisiert, ab 1877 wurde der in der Marktgasse gelegene Teil aufgestockt und neu fassadiert. |                            |
|                                      | Nummer 16 Lage   | An Stelle des heutigen Gebäudes waren ursprünglich zwei Bauten, die 1734 von einem Mitarbeiter Joseph Munggenasts erworben wurden. Er ließ die Gebäude vereinigen und gab ihnen bis 1738 ihre heutige Form. |                            |
| ehemaliges Gasthaus Zum Weißen Kreuz | Nummer 19 Lage   | An der Stelle des 1879 neu errichteten Hauses stand im Mittelalter ein Turmgebäude, das auch das heutige Haus Nummer 20 einschloss. Um 1550 wurde das Turmhaus in ein Bürgerhaus umgebaut, 1611 wurde der Besitz der Häuser 19 und 20 getrennt. Eine bauliche Trennung erfolgte erst 1879, als das Haus durch Johann Wohlmeyer neu errichtet wurde. |                            |
|                                      | Nummer 20 Lage   | Das Haus war bis 1879 mit dem Haus Nummer 19 ein einziges Bauwerk, in diesem Jahr wurde die Fassade neu gestaltet. |                            |
|                                      | Nummer 21 Lage   | Erste Erwähnung findet das Gebäude 1367, im 18. und frühen 19. Jahrhundert wurde es zur Unterbringung dreier Kompanien genutzt. 1854 wurde die neu gegründete Sparkasse St. Pölten in dem Gebäude untergebracht, 1864 wurde es neu aufgebaut und in den Obergeschoßen zu Wohnzwecken genutzt. Im Erdgeschoß befand sich zwischen 1864 und 1968 ein Kaffeehaus. |                            |